# وسکی
وسکی (به لاتین: Łyski) یک روستا در لهستان است که در گمینا خوروشچ واقع شده‌است. وسکی ۳۳۴ نفر جمعیت دارد.